# Jakub Rakowski
Jakub Rakowski herbu Trzywdar (ur. ok. 1750) – podwojewodzi i poseł ziemi wiskiej na Sejm Czteroletni w 1790 roku oraz na  sejm grodzieński. Marszałek konfederacji targowickiej ziemi wiskiej.